# هما سرشار
هما سرشار (زادهٔ ۱۳۲۵)، نویسنده و روزنامه‌نگار ایرانی-آمریکایی است. او در یک خانوادهٔ یهودی در شیراز متولد و در تهران بزرگ شد و بعد از انقلاب ۱۳۵۷، ایران را به مقصد آمریکا ترک کرد.

## تحصیلات
او مدرک کارشناسی‌اش را در رشتهٔ ادبیات فرانسه از دانشگاه تهران و همین‌طور کارشناسی ارشدش را در رشتهٔ مدیریت ارتباطات از دانشگاه کالیفرنیای جنوبی گرفته‌است.

## آثار و فعالیت‌ها
سرشار از سال ۱۳۴۳، همزمان با آغاز انتشار مجلهٔ زن روز، به خانوادهٔ مطبوعات پیوست و سپس به عنوان مقاله‌نویس و خبرنگار در روزنامهٔ کیهان و تهیه‌کننده، نویسنده و مجری برنامه چهاردیواری در سازمان رادیو تلویزیون ملی ایران به کار پرداخت. در پی انقلاب ۱۳۵۷، در خارج از کشور، به عنوان روزنامه‌نگار آزاد نویس، با بیشتر رسانه‌های نوشتاری، دیداری و شنیداری ایرانی و چند رسانهٔ آمریکایی همکاری کرده‌است. از این روزنامه‌نگار تا امروز یازده جلد کتاب، به صورت نوشته، ترجمه و ویراستاری منتشر شده‌است که یکی از آنها یک نوار کتابخوانی «در کوچه پس‌کوچه‌های غربت» و همچنین مجموعه ویدئوهای مستندی با عنوان‌"دمی با… اً است.
هما سرشار تا سال ۱۹۸۳، سردبیری ماهنامه شوفار و نشریه فدراسیون یهودیان ایرانی را به عهده داشت، از سال۱۹۸۲ تا ۱۹۹۰، نویسنده و تهیه‌کننده برنامه‌های رادیو امید و رادیو تلویزیون امید ایران در لس‌آنجلس بود و به مدت پنج سال نیز به عنوان مترجم با دادگاه‌های عالی مهاجرت، فدرال و اداره مبارزه با مواد مخدر همکاری داشت. در سال ۱۹۸۹، به بنیاد پژوهش‌های زنان ایران که سازمانی نوپا بود، پیوست و تا سال ۱۹۹۶، هر ساله با برگزاری یک سمینار بین‌المللی به فعالیت‌های خود در زمینه موضوعات زنان ایرانی در این سازمان ادامه داد و از سال ۱۹۹۵، مرکز تاریخ شفاهی یهودیان ایرانی را بنیان گذاشت تا با انجام مصاحبه با سالمندان، گوشه‌های تاریک تاریخ معاصر ایران روشن شود.
او نویسندهٔ کتاب شعبان جعفری است که حاصل تلاش و مصاحبهٔ هما سرشار با یک چهرهٔ کودتای ۲۸ مرداد است. دیگر اثر معروف او کتاب تاریخ یهودیان ایران است.
او همچنین برای کمک به دانشنامهٔ ایرانیکا، به همراه گروه دیگری از ایرانیان بانفوذ، کمک‌های مالی جمع‌آوری کرده‌است.

## جایزه‌ها
- جایزه بیتا، ۲۰۲۳ میلادی
- مدال افتخار جزیره الیس در سال ۲۰۱۳[۱۲]
- جایزه روزنامه‌نگاری دانشنامه ایران در سال ۲۰۰۳
- جایزه دوستی رسانه‌هایی ایران و آمریکا در سال ۱۹۹۶
- جایزه سپاس لس‌آنجلس به عنوان روزنامه‌نگار برگزیده در سال ۱۹۹۴
- زن سال از سوی سازمان زنان یهودی ایرانی مقیم لس‌آنجلس در سال ۱۹۹۱
- تقدیرنامه برای کار داوطلبانه در بازی‌های المپیک لس‌آنجلس در سال ۱۹۸۴
- دستیار برگزیده برای پژوهش در دانشگاه کالیفرنیای جنوبی در سال ۱۹۸۰
- بورس تحصیلی و جایزه نقدی به عنوان دانشجوی ممتاز از دانشگاه تهران در سال تحصیلی ۱۳۵۱–۱۳۵۲
- جایزه بهترین پوشش خبری و گزارش از مراسم دو هزار و پانصدمین سال شاهنشاهی ایران از سوی مجله زن روز در سال ۱۳۵۰
- مدال طلا برای دفاع از حقوق زن از سوی سازمان زنان ایران در سال ۱۳۴۸[۱۳]